# Notice rouge
Pour les autres articles nationaux ou selon les autres juridictions, voir Mandat d'arrêt.
Une notice rouge (communément appelée abusivement « mandat d'arrêt international »,,) est un message de signalement international diffusé par Interpol à la demande d'un service de police pour demander à ses homologues du monde entier la localisation et l’arrestation d’une personne recherchée par une juridiction nationale ou un tribunal international, et ce en vue d’obtenir son extradition. Chaque pays membre décide de la valeur qu’il accorde à une notice rouge.

## Présentation et principes généraux
Les notices rouges permettent d'informer les pays membres qu’un mandat d’arrêt a été délivré à l’encontre d’un individu par une autorité judiciaire nationale et que cette dernière demande son arrestation afin qu'il soit extradé. Le pays requérant doit être le pays où le crime a été commis.
Bien que l'expression « mandat d'arrêt international » soit largement utilisée par la presse francophone, cette expression est obsolète et surtout impropre. En effet, les notices rouges ne font que relayer des mandats d'arrêt nationaux ou européens émis par des juridictions nationales (ou éventuellement la Cour pénale internationale ou un Tribunal pénal international) contre certains individus pour obtenir leur arrestation à des fins d'extradition, mais en aucun cas elles ne se substituent à ces mandats. Interpol est ainsi incapable de contraindre un pays d'opérer l'arrestation, et encore moins d'envoyer directement des policiers le faire. Chaque pays membre conserve son entière indépendance et est libre d'arrêter puis d'extrader (ou non) un individu selon ses propres modalités. Il ne s'agit donc pas d'un organisme mondial d'application de la loi.
Depuis les attentats du 11 septembre 2001, le nombre de notices rouges a explosé. Ainsi, entre 2001 et 2016, le nombre de notices rouges a été multiplié par dix pour atteindre le nombre de 13 000 en 2016.

## Forme et modes de diffusion
La diffusion d'une notice rouge est demandée par le Bureau central national (BCN) du pays requérant. Celui-ci doit fournir au secrétariat général d'Interpol une série d'informations de deux types :
- des éléments d'identification de l'individu recherché (signalement, photographie, empreintes digitales, numéros des pièces d'identité) ;
- des éléments juridiques (qualification de l'infraction, références des lois sur lesquelles se fonde l'accusation ou la condamnation, peine maximale encourue ou peine déjà infligée, références du mandat d'arrêt ou de la décision de justice, etc.).

Le secrétariat général procède à la publication et à la diffusion des notices rouges de sa propre initiative ou à la demande de Bureaux centraux nationaux (BCN) ou d’entités internationales autorisées. Seule une petite partie des notices rouges est publique ; lorsque c'est le cas, ces notices sont alors diffusées sur le site web d'Interpol. À la date 15 août 2022, il existait 66 370 notices rouges en cours de validité, dont 7 669 étaient rendues publiques. Ces notices publiques sont rédigées directement par l’un de ses 194 États membres.
Toutes les notices sont diffusées sur le site internet sécurisé d’Interpol. Des extraits de notices peuvent également être publiés sur le site public d'Interpol si l'État qui formule la demande y consent.
Les notices rouges sont émises dans les langues officielles d’Interpol : anglais, français, espagnol, et arabe.

## Examen et recours
L’article 2 du statut d'Interpol impose à ce dernier d’agir dans l’esprit de la Déclaration universelle des droits de l’homme et l’article 3 lui interdit rigoureusement « toute activité ou intervention dans des questions ou affaires présentant un caractère politique, militaire, religieux ou racial ».
Or depuis les années 2010, le système de notices rouges d’Interpol a été abusivement détourné par certains États membres pour persécuter des opposants politiques à l’étranger voire traquer leurs dissidents à travers le monde. Les États réputés abuser ainsi du système sont la Turquie, la Russie, la Chine, l'Iran et les dictatures d’Asie centrale.
Face aux critiques, Interpol a adopté un certain nombre de réformes lors de l’Assemblée générale d’Interpol à Bali (Indonésie) en novembre 2016.

### Examen à priori par Interpol et les autorités nationales
Deux niveaux de contrôle existent pour assurer le respect des normes générales du droit international et des droits fondamentaux.
1. Les Bureaux centraux nationaux (BCN) de chaque pays sont chargés de veiller à l’exactitude, à la pertinence et à la conformité avec la réglementation d’Interpol de toute information communiquée à celle-ci pour intégrée dans ses bases de données ou son système d’information. Ceci suppose naturellement que le BCN émetteur soit de bonne foi. Ils sont aussi supposés exercer un contrôle sur les informations transmises par les autres BCN.
2. Depuis la réforme de 2017, toute nouvelle notice doit être validée par le secrétaire général avant d’être publiée[5] et celui-ci est supposé exercer ce contrôle en s'appuyant sur des équipes pluridisciplinaires de juristes, de fonctionnaires de police et d’analystes[10]. Ceux-ci pourront éventuellement la rejeter[4].

De plus, une personne ne peut plus faire l’objet d'une notice rouge si elle est réfugiée politique.
En ce qui concerne les services de police nationaux, ils sont supposés s’abstenir de procéder à des arrestations sur la base de notices rouges lorsqu’ils ont de sérieux motifs d’inquiétude qui laissent à penser que la notice en question peut être abusive. En France, c'est le bureau français d’Interpol, situé à la direction de la police judiciaire à Nanterre, qui réceptionne les notices, les analyse, les diffuse. Mais pour être intégrées dans la base de données de recherches nationales, elles doivent avoir été validées par le ministère de la Justice.
Il existe aussi des diffusions, qui demandent également l'extradition aux États membres mais sont envoyées librement par les polices des pays membres d’Interpol sauf qu’elles ne sont, à aucun moment, validées par l’organisation.

### Recours à postériori
Depuis 2017, les individus faisant l'objet d'une notice rouge peuvent saisir la Commission de contrôle des fichiers d’Interpol (CCF) (et seulement elle car les notices rouges ne peuvent être contestées devant aucune juridiction nationale ou internationale), constituée de sept membres. Depuis 2017, la CCF est divisée en deux chambres, qui exercent chacune respectivement ses compétences consultatives et ses fonctions de recours. La Chambre de traitement des demandes individuelles compte cinq membres; les deux autres membres exercent les fonctions de conseil et de contrôle.
À postériori, les notices rouges sont aussi supposées être supprimées par Interpol lorsqu’elles n’ont pas donné lieu de la part d'un ou de plusieurs États membres à une réponse favorable aux demandes d’extradition dans un délai raisonnable.
Pour un certain nombre de pays membres d'Interpol, la notice rouge est considérée comme une demande légitime d'arrestation provisoire, notamment lorsque ces pays sont liés au pays requérant par un traité bilatéral d'extradition.

### Exemples de notices à connotation politique
- En 1990, La Chine a publié une notice rouge accusant de « terrorisme » le président du Congrès mondial des Ouïghours, défenseur des droits de l’homme, Dolkun Isa[5].
- Le gouvernement iranien a demandé une notice rouge contre le président des États-Unis Donald Trump, en janvier 2021. Cette notice a été publiée pour réclamer son extradition à la suite du meurtre du général iranien Qassem Soleimani[6].
- Le gouvernement russe a demandé une notice rouge contre le PDG d'Hermitage Holding Company, William Felix Browder.
- Le gouvernement du Bahreïn a obtenu une notice rouge contre le footballeur Hakeem al-Araibi, condamné à dix ans de prison pour avoir endommagé un poste de police lors du Printemps arabe.
- Le gouvernement  du Japon a obtenu une notice rouge contre Paul Watson, militant contre la chasse à la baleine, pour "conspiration d’abordage".

## Restriction liée au cumul des poursuites
La Cour de justice de l'Union européenne a jugé que, s’il est établi dans une décision judiciaire définitive prise dans un État partie à cet accord ou dans un État membre que la personne objet d'une notice rouge a déjà été définitivement jugée respectivement par un État partie audit accord ou par un État membre pour les mêmes faits que ceux sur lesquels cette notice rouge est fondée, celle-ci ne pouvait être appliquée.

## Les autres notices internationales d'Interpol
Il existe sept autres types de notices ayant chacun un but différent. La notice rouge est la plus sévère de toutes les notices.
| Type de notice                                                 | Signification |
| -------------------------------------------------------------- | --- |
| Notice bleue                                                   | Utilisée pour recueillir des informations complémentaires sur des individus concernant leur identité, leur lieu de séjour ou leurs activités illicites dans le cadre d'une enquête criminelle.                                                  |
| Notice verte                                                   | Utilisée pour alerter et communiquer des informations de police sur des individus constituant une menace pour la sécurité publique et ayant commis des activités criminelles tout en étant susceptibles de récidiver dans d'autres pays.        |
| Notice jaune                                                   | Utilisée pour aider à retrouver des personnes disparues, en particulier des mineurs, ou à identifier des personnes qui ne peuvent le faire en raison de leur incapacité.                                                                        |
| Notice noire                                                   | Utilisée pour recueillir des informations sur des personnes décédées dont le corps n'a pas été identifié. |
| Notice spéciale INTERPOL-Conseil de sécurité des Nations unies | Utilisée pour appeler l'attention des polices sur des individus ou groupes visés par les sanctions prises par le Conseil de sécurité de l'ONU.                                                                                                  |
| Notice orange                                                  | Utilisée pour alerter la police, les organismes publics et les autres organisations internationales sur les matières dangereuses, les actes criminels ou les événements qui sont susceptibles de constituer une menace pour la sûreté publique. |
| Notice mauve                                                   | Utilisée pour communiquer des informations à modi operandi, procédés, objets, appareils et cachettes utilisés pour perpétrer des actes criminels.                                                                                               |

## Chiffres clés
Le nombre de notices rouges a considérablement augmenté entre 2005 et 2015,.
| Année | Rouge  | Bleue | Verte | Jaune | Noire | Interpol-ONU | Orange | Mauve | Total  |
| ----- | ------ | ----- | ----- | ----- | ----- | ------------ | ------ | ----- | ------ |
| 2005  | 2 343  | 241   | 332   | 271   | 70    | 4            | 7      | /     | 3 268  |
| 2010  | 6 344  | 521   | 1 334 | 1803  | 85    | 19           | 29     | /     | 10 106 |
| 2015  | 11 492 | 3 913 | 1 248 | 2 505 | 129   | 51           | 36     | 139   | 19 513 |

Au 18 août 2025, 6 537 notices rouges sont publiques.
En date du 4 août 2025, voici les dix principaux pays émetteurs, la Russie en émettant quasiment la moitié : 
| Pays       | Nombres de notices rouge | pourcentage du total |
| ---------- | ------------------------ | -------------------- |
| Russie     | 3 177                    | 48,6 %               |
| Salvador   | 844                      | 12,7 %               |
| Argentine  | 357                      | 5,7 %                |
| Inde       | 274                      | 4,2 %                |
| États-Unis | 235                      | 3,6 %                |
| Pakistan   | 144                      | 2,2 %                |
| Guatemala  | 139                      | 2,1 %                |
| Bolivie    | 94                       | 1,4 %                |
| Brésil     | 84                       | 1,3 %                |
| France     | 82                       | 1,2 %                |